# Verkehrsweg

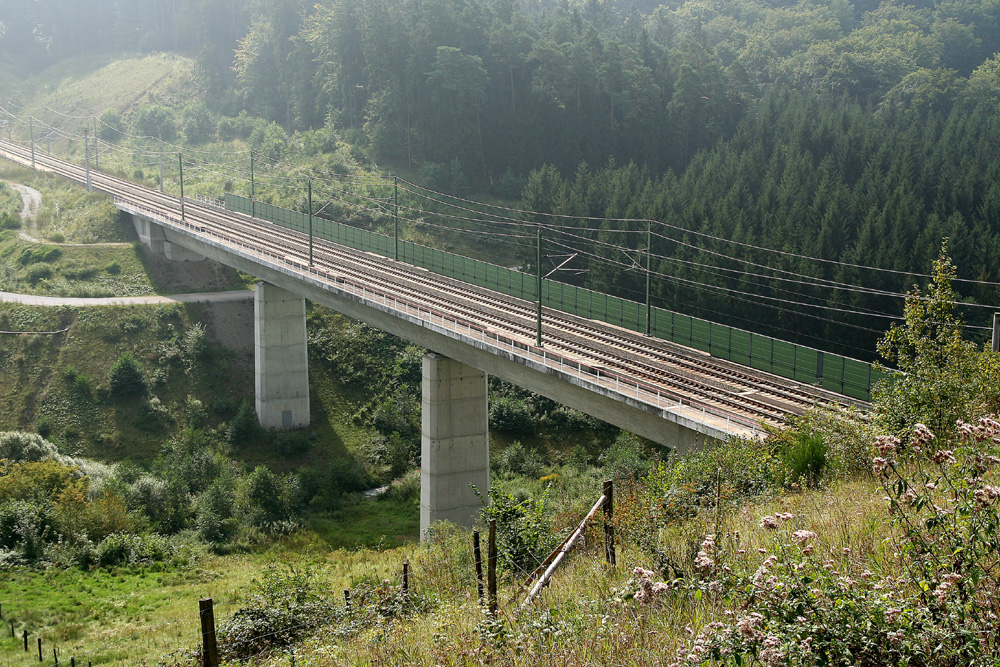
Schienenweg als Teil des Verkehrswegenetzes

Verkehrswege sind Wege, die dem öffentlichen Verkehr dienen. Zur Orientierung auf Verkehrswegen dienen insbesondere  topografische Karten wie Wanderkarten, Radwanderkarten und Straßenkarten oder auch die breite Auswahl an digitalen Routenplanern.

## Allgemeines
Der Verkehrsweg ist der ortsfeste Teil eines Verkehrssystems und gleichzeitig ein wesentlicher Bestandteil der Verkehrsinfrastruktur. Ein Verkehrsweg kann sowohl künstlich angelegt werden als auch natürlich entstanden sein, wie den Verkehr begünstigende oder ermöglichende Gegebenheiten wie Gebirgspässe, Durchgangstäler, Flüsse oder Seen. Künstlich angelegte Verkehrswege sind der Verkehrsführung dienende Bauwerke (Verkehrsbauwerk), die auch natürliche Hindernisse überwinden sollen. Insbesondere über Land sind Verkehrswege meist nicht nur festgelegte Routen, sondern auch künstliche Bauwerke. Sie umfassen einerseits Straßen und Wege aller Art, andererseits Schienenwege, einschließlich der sie begleitenden Bauwerke wie Bahnhöfe, Brücken, Tunnel oder Entwässerungsanlagen. Auf ihnen findet die Ortsveränderung von Personen und Gütern statt. In der verkehrsgeografischen Lehrmeinung sind zudem Leit-Sicherungsanlagen ein Teil der Verkehrswege.
Beim Rechtsbegriff des Verkehrswegs steht der öffentliche Verkehr im Vordergrund. Der öffentliche Verkehr dient dem Transport von Personen (Personenverkehr) und Gütern (Güterverkehr). Verkehrswege bilden somit die Voraussetzungen aller beruflichen und privaten Transportdienstleistungen. Der Begriff des Transportwegs ist weiter gefasst und beinhaltet auch den Transport von Energie, Nachrichten oder Daten. Deshalb ist nicht jeder Transportweg auch ein Verkehrsweg.

## Merkmale
Die Entwicklung der Verkehrsinfrastruktur obliegt der Verkehrspolitik, deren Bau und Planung dem Verkehrsbauwesen. Die Verantwortung für die Unterhaltung eines Verkehrsweges kann sowohl staatlicher als auch privater Natur sein. Der sogenannte Baulastträger ist für den Bau, den Betrieb und die Unterhaltung des Verkehrsweges zuständig.
Eine Verkehrsinfrastruktur ist gut ausgebaut, wenn sie die verschiedenen Verkehrsmittel optimal miteinander vernetzt, so dass der Umstieg bzw. Umschlag von einem auf das andere Verkehrsmittel reibungslos erfolgen kann. Für Häfen sind heute beispielsweise Anschlüsse an Autobahnen und Eisenbahnen üblich, Flughäfen sollten ebenfalls an diese Verkehrswege angeschlossen sein und ein Umsteigen auf den ÖPNV erlauben. Innerstädtisch ist es die Herausforderung der Stadtplanung, die Straßen nicht zu überlasten. D. h., der ÖPNV muss preislich und zeitlich eine attraktive Alternative zum Individualverkehr sein.

## Arten

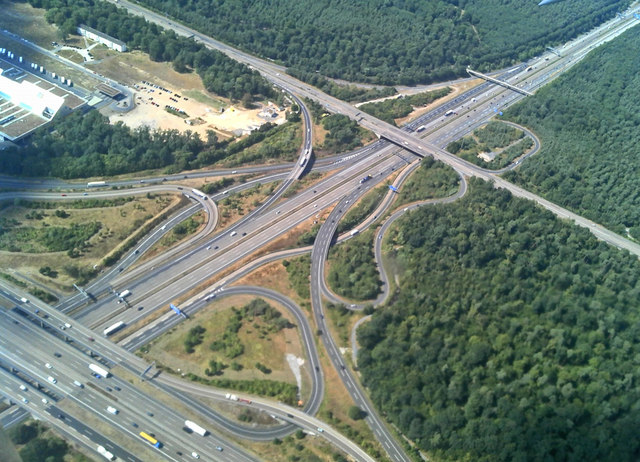
Das berühmte Frankfurter Kreuz

Man unterscheidet zwischen Verkehrswegen zu Lande, zu Wasser und in der Luft, die für die unterschiedlichen Verkehrsarten genutzt werden:
- Landwege:
  - öffentlicher Verkehr: Gehwege, Straßen, Handelswege und sonstige Wege, Eisenbahnstrecken, Seilbahnen;
  - Werkverkehr (§ 1 Abs. 2 Güterkraftverkehrsgesetz): sind werksinterne Verkehrswege wie Förderbänder oder Werkverkehr;
- Wasserwege:
  - Binnenschifffahrt: Flüsse, Kanäle, Seen;
  - Seeschifffahrt: Seewege.
- Luftwege:
  - Luftkorridore;
  - Luftstraßen.

Für Zwecke des Telekommunikationsgesetzes (TKG) gibt es eine Legaldefinition. Als Verkehrswege gelten gemäß § 125 Abs. 1 TKG öffentliche Wege, Plätze und Brücken sowie die öffentlichen Gewässer. Nach § 2 Abs. 2 ArbStättV gehören Verkehrswege zur Arbeitsstätte.
Eine Brücke ist beispielsweise als Bauwerk definiert, das den Zweck hat, einen Verkehrsweg (Fußgängerweg, Straße, Eisenbahn, Kanal) über ein Tal, ein Gewässer oder einen anderen Verkehrsweg derart hinweg zu führen, dass unter dem verbindenden Bauwerk ein freier Raum verbleibt.

## Verkehrsweg/Verkehrsträger/Transportmittel
Der Zusammenhang zwischen Verkehrsweg, Verkehrsträger und Transportmittel ergibt sich aus folgender Tabelle:
| Verkehrsträger    | Transportmittel | Verkehrsweg    | Verkehrsinfrastruktur                       |
| ----------------- | --------------- | -------------- | ------------------------------------------- |
| Straßenverkehr    | PKW/Lkw         | Straßennetz    | Brücken, Tunnel, Parkplätze                 |
| Eisenbahnverkehr  | Eisenbahnen     | Schienennetz   | Bahnhöfe, Eisenbahnbrücken, Eisenbahntunnel |
| Luftverkehr       | Flugzeuge       | Luftstraßen    | Flughäfen                                   |
| Binnenschifffahrt | Binnenschiffe   | Flüsse, Kanäle | Binnenhäfen                                 |
| Seeschifffahrt    | Seeschiffe      | Seewege        | Seehäfen                                    |

## Verkehrswegsnamen
Zu den Namen von Verkehrswegen zählen z. B. folgende geografische Namen:
- Straßennamen
- Wegnamen
- Platznamen
- Brückennamen
- Tunnelnamen
- Passnamen
- Rastplatznamen
- Bahnhofnamen
- Haltestellennamen
- Flughafennamen

Zu den Verkehrswegsnamen gehören nicht nur die Namen der eigentlichen Verkehrswegen wie z. B. Straßennamen, sondern auch die Namen der begleitenden Bauwerke wie z. B. Bahnhofnamen. Namen von Verkehrswegen sind meist zusammengesetzte Namen aus einem Grundwort wie z. B. Straße, Weg, Platz, Brücke, Tunnel, Pass, Rastplatz, Bahnhof, Flughafen sowie einem Bestimmungswort, welches häufig aus einem Siedlungs- oder Flurnamen und bei Brückennamen auch aus einem Gewässernamen bestehen kann.

## Geschichte

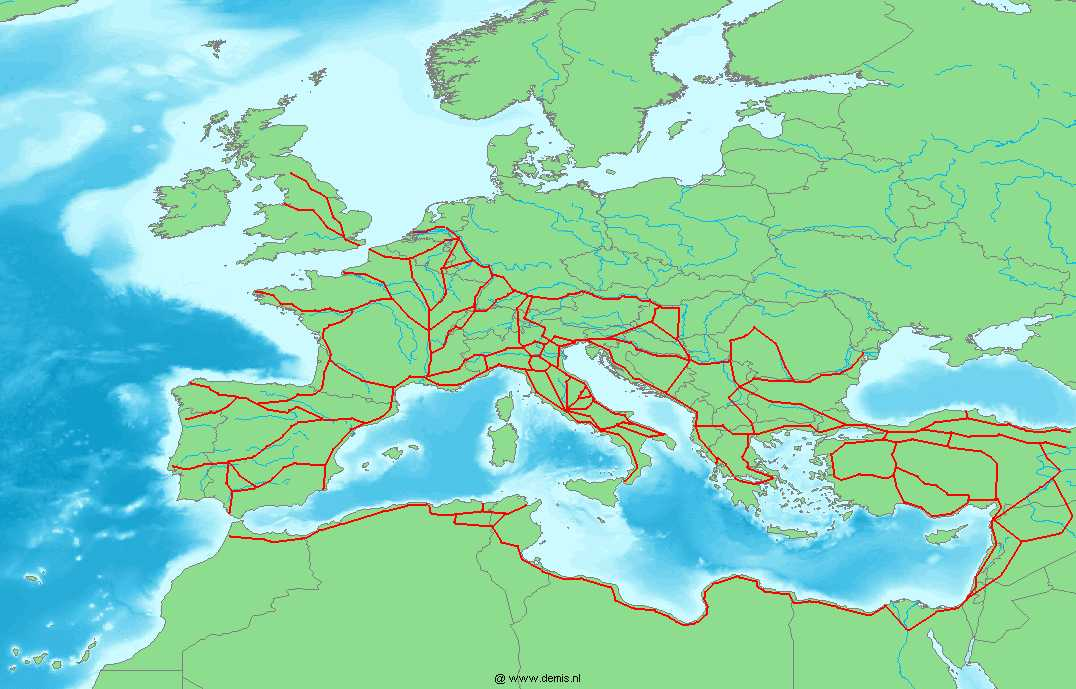
Römische Straßen

Der wohl älteste Schifffahrtskanal der Antike entstand in Ägypten unter den Pharaonen Sethos I. und seinem Nachfolger Ramses II. um 1400 vor Christus zwischen dem Nil und dem Roten Meer. Als Vorläufer des heutigen Suezkanals gilt der zwischen 610 und 595 unter Necho II. erbaute Bubastis-Kanal, auch wenn er einen anderen Verlauf nahm und von Bubastis (heute: Zagazig) zum Timsahsee und von dort zum Roten Meer führte.
Im 5. Jahrhundert v. Chr. wurde die 2.699 km messende Persische Königsstraße vom persischen König Dareios I. zwischen Sardis und Babylon angelegt. Sie bildete den Hauptteil der späteren Seidenstraße, der weltweit ersten interkontinentalen Landstrecke zwischen Dura Europos (Syrien) und Luoyang (Volksrepublik China) mit mehreren Abzweigen. Diese Altstraße diente vorwiegend dem Gütertransport, vor allem von Seide, die spätestens seit Christi Geburt über die Seidenstraße nach Westasien, Nordafrika und Europa gelangte. Die 6.400 km lange Straße hatte ihre größte Bedeutung zwischen 115 vor Christus und dem 13. Jahrhundert. Ihr folgten mehrere alternative Handelsrouten, so dass ein Karawanensystem entstand, das China über Zentralasien mit den östlichen Mittelmeer- und Schwarzmeerküsten verband.
Wegen des geringeren Bauaufwands gab es überwiegend Straßen in den Städten und Nahverkehrswege zwischen benachbarten Orten. Beispiel ist die 312 vor Christus entstandene Via Appia, die an der Porta Capena in Rom begann und nach 195 km in Capua endete. Ihr Auftraggeber Appius Claudius Caecus sorgte bei ihrem 16 Jahre dauernden Straßenbau für die Verbesserung der italischen Straßenbaukunst. Erste Verkehrswege in Griechenland gab es beispielsweise in der Argolis, wo auch der Tretos-Pass (heute bei Fichti) kein Hindernis darstellte. Dieser Verkehrsweg zwischen Korinth und Argos (39 km) stellte die wichtigste und am meisten benutzte Verbindung dar und wurde nach 160 nach Christus von Pausanias erstmals beschrieben.
Ein umfassendes Straßennetz stellten die Römerstraßen zu Zeiten des Römischen Reichs dar. Sie besaßen häufig Meilensteine und dienten als Handelswege, Pilgerwege, aber auch als Militärstraßen dem Truppentransport und Nachschub. Es entstand Anfang des 2. Jahrhunderts vor Christus und setzte neue Standards. Die römischen Straßen waren neben den schiffbaren Flüssen die einzigen Fernverkehrswege. Die erste Römerstraße in Gallien war die Via Domitia, die zeitgleich mit der Gründung von Narbonne (lateinisch Colonia Narbo Martius) um 118 vor Christus zusammenfällt und das italienische Stammland mit den Kolonien Roms auf der iberischen Halbinsel verband. Die unter Marcus Vipsanius Agrippa erbaute Via Agrippa verlief von Lyon (lateinisch Lugdunum) nach Arles, ein Teil von ihr bildete die Römerstraße Trier–Köln. Zur Überquerung der Alpen erbauten die Römer auch Alpenpässe wie den Septimerpass. Auch die Bernsteinstraße besaß römische Wurzeln, denn Plinius der Ältere (23/24–79 n. Chr.) berichtete, dass auf dieser Straße Bernstein von der Bernsteinküste nach Aquileia transportiert worden sei.
Die Via Publica (deutsch „Volksstraße“) wurde erstmals 839 in einem Diplom Kaiser Ludwig des Frommen erwähnt und führte von Brüssel nach Prag. Als älteste und längste Landverbindung zwischen Osteuropa und Westeuropa galt im Mittelalter die 4.500 km lange Via Regia (deutsch „Königsstraße“), die 1252 erstmals in einer Urkunde des Markgrafen Heinrich von Meißen als Königsstraße (lateinisch strata regia) erwähnt ist. Verlief die Via Regia in Ost-West-Richtung, so schlug die urkundlich erstmals 1015 erwähnte Via Imperii (deutsch „Reichsstraße“) Nord-Süd-Richtung ein. Beide kreuzten sich im heutigen Leipzig (sorbisch: „urbs lipzi“, „unter den Linden“).
In Deutschland entstand 1495 der Kraffohlkanal zwischen Nogat und der Elbing. Der erste Finowkanal wurde 1605 bis 1620 erbaut und war die erste künstliche Verbindung zwischen den zwei deutschen Stromgebieten der Havel und der Oder. Durch den Bau des Canal de Briare erbrachte 1604 Frankreich den Nachweis, dass der Übergang von einem Tal in ein anderes mittels eines Kanals grundsätzlich möglich ist. Im Herbst 1667 begannen die Bauarbeiten am Canal du Midi bei Toulouse.
Die in der Gründerzeit entstandenen technischen Erfindungen wie insbesondere die Dampfmaschine wirkten sich vor allem auf Verkehrsmittel aus, die nunmehr motorisiert werden konnten. Dafür musste der Straßenbau besseren Straßenbelag entwickeln, die Flussschifffahrt konnte insbesondere für die Frachtschifffahrt erstmals Kanäle ohne Treidelwege benutzen. Die seit dem Mittelalter bestehende Hanse erhielt durch Dampfschiffe neuen Auftrieb. Als neues Verkehrsmittel kamen die Eisenbahnen mit dem Schienennetz als neue Verkehrswege auf. So erhielt die Königlich privilegierte Ludwigs-Eisenbahn-Gesellschaft am 19. Februar 1834 die königlich bayerische Konzession zum Bau einer Eisenbahn von Nürnberg nach Fürth, deren Eröffnungsfahrt am 7. Dezember 1835 stattfand. Die Erfindung des Automobils im Jahre 1886 mit dem Benz Patent-Motorwagen Nummer 1 des deutschen Erfinders Carl Benz gilt als Geburtsstunde des Personenkraftwagens mit Verbrennungsmotor. Sie führte und führt noch heute zum massiven Ausbau des Straßennetzes. Sowohl Individual- als auch Warentransportverkehr nehmen weltweit weiterhin zu.
Die Neuzeit brachte insbesondere den Luftverkehr hervor, der zunächst mit der Passagierluftfahrt begann. Die im November 1909 gegründete Deutsche Luftschifffahrt-Aktiengesellschaft DELAG war die erste Luftfahrtgesellschaft der Welt und betrieb den weltersten Passagierluftverkehr mit Luftschiffen des Grafen Zeppelin. Im Februar 1919 gab es die erste Luftpostbeförderung der Welt mit Flugzeugen zwischen Berlin und Weimar. In den USA mit ihren großen Distanzen entwickelte sich die Passagierluftfahrt als rein marktwirtschaftliches System, und bis 1930 etablierten sich die „Großen Vier“ (Trans World Airlines 1925, Pan American World Airways 1927, Delta Air Lines 1928, American Airlines 1930). In Europa war die Entwicklung der Luftfahrt viel mehr durch politische Vorgaben mit bestimmt. Die Lufthansa entstand faktisch im April 1926, formal erst im April 1955.

## Wirtschaftliche Aspekte
Verkehrswege bilden einen wichtigen Teil der Infrastruktur, deren Ausbau vom Staat voranzutreiben ist. Mit der Verkehrsinfrastruktur sichert der Staat die Funktionsfähigkeit der Wirtschaft, weil der Transport von Gütern zwischen Verkäufer und Käufer und der Personentransport erleichtert werden. Die Verkehrsinfrastruktur ist die „Gesamtheit aller ortsfesten baulichen und sonstigen Anlagen und Einrichtungen, die der Durchführung von Verkehrszwecken dienen. Hierzu zählen neben den Verkehrswegen, insbesondere dem Straßen- und Schienennetz auch Ingenieurbauwerke (z. B. Tunnel und Brücken) und Gebäude (z. B. Bahnhöfe)“. Verkehrswege dienen dazu, die Transportkosten zu senken und die Transportzeiten zu verkürzen.
Nutzungskosten von Verkehrswegen entstehen dadurch, dass sich mehrere Verkehrsteilnehmer auf demselben Verkehrsweg zur gleichen Zeit gegenseitig behindern (Verkehrsstau) und die Grenzkosten der Nutzung von allgemein nahe Null auf merklich positive Werte steigen. Spürbar werden diese Kosten durch Verspätungen der Nutzer, weil die Verkehrswege ihre ursprüngliche Aufgabe, ungehinderte Mobilität zu gewährleisten, nicht mehr erfüllen. Die Kombination von Verkehrsweg und Transportmittel entscheidet deshalb über die Reisedauer.